# Lycaena muratae
Lycaena muratae är en fjärilsart som beskrevs av Matsumura 1926. Lycaena muratae ingår i släktet Lycaena och familjen juvelvingar. Inga underarter finns listade i Catalogue of Life.